# Сент-Амарен
Сент-Амаре́н (фр. Saint-Amarin) — коммуна на северо-востоке Франции в регионе Гранд-Эст (бывший Эльзас — Шампань — Арденны — Лотарингия), департамент Верхний Рейн, округ Тан — Гебвиллер, кантон Серне. До марта 2015 года коммуна являлась административным центром одноимённого упразднённого кантона (округ Тан).
Площадь коммуны — 11,61 км², население — 2486 человек (2006) с тенденцией к снижению: 2338 человек (2012), плотность населения — 201,4 чел/км².

## Население
Численность населения коммуны в 2011 году составляла 2353 человека, а в 2012 году — 2338 человек.
| 1962 | 1968 | 1975 | 1982 | 1990 | 1999 | 2006 | 2008 | 2011 | 2012 |
| ---- | ---- | ---- | ---- | ---- | ---- | ---- | ---- | ---- | ---- |
| 2044 | 2013 | 2035 | 2305 | 2400 | 2440 | 2486 | 2456 | 2353 | 2338 |

Динамика населения:

## Экономика
В 2010 году из 1491 человек трудоспособного возраста (от 15 до 64 лет) 1111 были экономически активными, 380 — неактивными (показатель активности 74,5 %, в 1999 году — 71,1 %). Из 1111 активных трудоспособных жителей работали 952 человека (506 мужчин и 446 женщин), 159 числились безработными (73 мужчины и 86 женщин). Среди 380 трудоспособных неактивных граждан 92 были учениками либо студентами, 179 — пенсионерами, а ещё 109 — были неактивны в силу других причин.
На протяжении 2011 года в коммуне числилось 1010 облагаемых налогом домохозяйств, в которых проживало 2347,5 человек. При этом медиана доходов составила 18 880 евро на одного налогоплательщика.

## Достопримечательности (фотогалерея)
- Церковь
- Колокольня